# Mètode d'elements de contorn

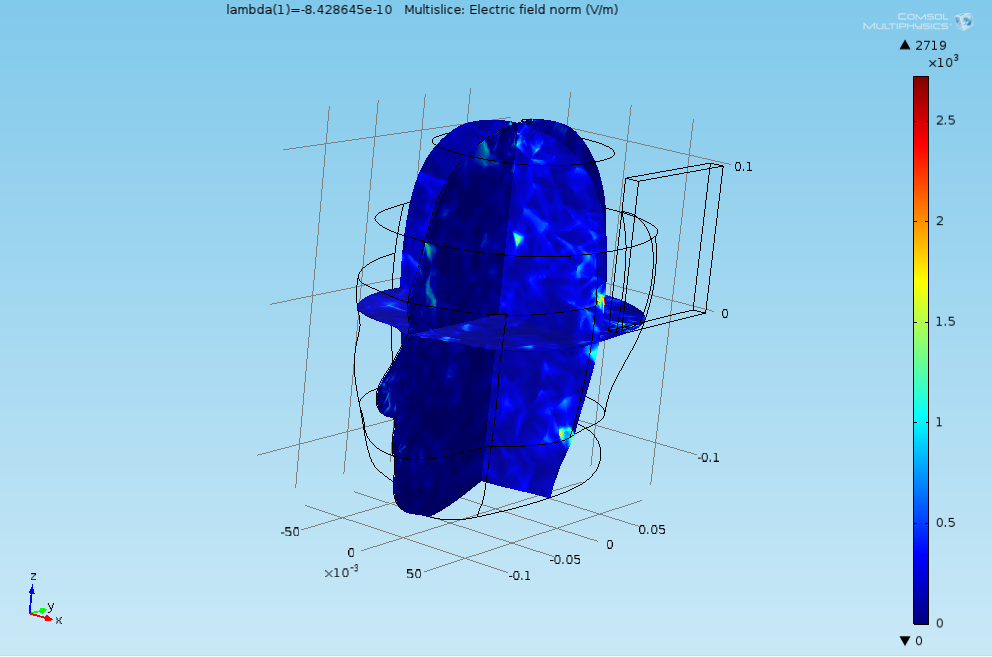
Simulació de camps electromagnètics en un cap humà

El mètode d'elements de contorn (en anglès boundary element method BEM) és un mètode per resoldre equacions diferencials en derivades parcials les quals han estat formulades com a equacions integrals. Pot ser aplicat en diverses àrees de l'enginyeria com la mecànica de fluids, acústica, electromagnetisme, i mecànica de fractures.
Exemple de programari que empren aquest mètode:
| Nom del programari | Tipus      | Mètode | Aplicacions            |
| ------------------ | ---------- | ------ | ---------------------- |
| Bempp              | obert      | BEM    | camps electromagnètics |
| COMSOL             | propietari | BEM    | camps electromagnètics |